# Pivovar Svijany
Pivovar Svijany a.s. ist eine tschechische Bierbrauerei. Die Aktiengesellschaft befindet sich zu 100 Prozent im Besitz der LIF Trade, zu der auch die Brauereien Náchod und Rohozec gehören.

## Geschichte

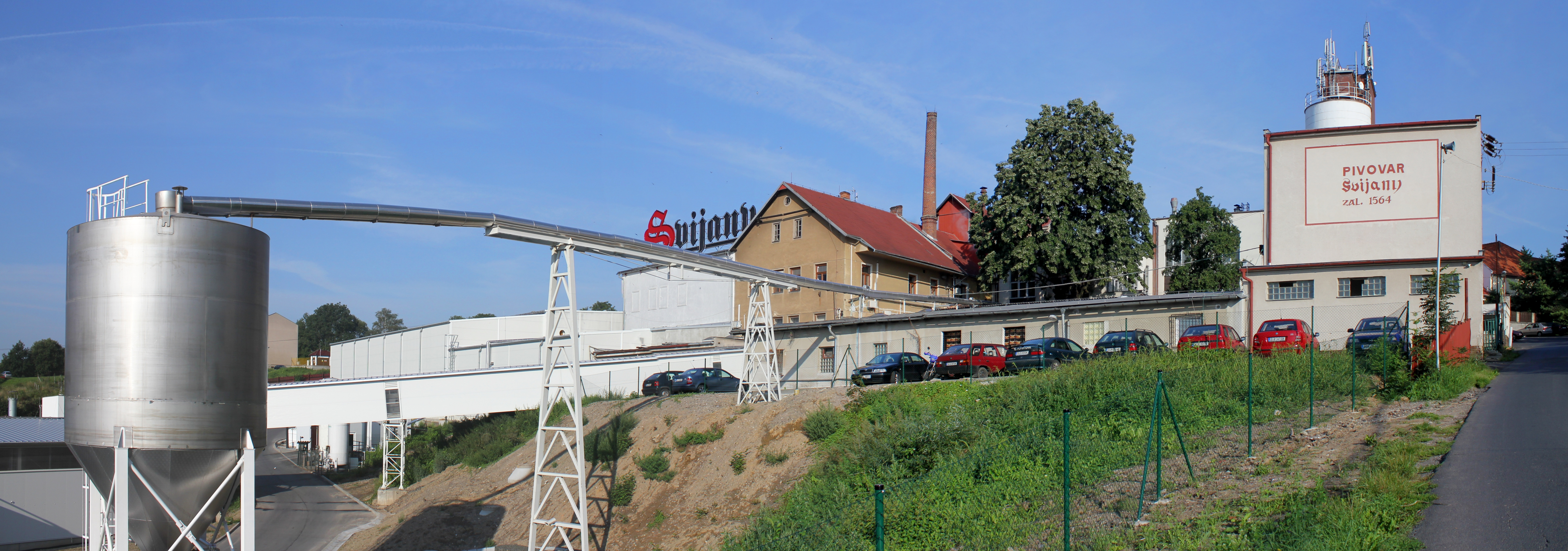
Ansicht der Brauerei in Svijany

Bierkrug Svijany

Johanns Sohn Adam von Wartenberg erwarb 1564 das Braurecht und ließ in Svijany eine Brauerei errichten. Die Svijany Brauerei gehört heute zu den ältesten Brauereien der Tschechischen Republik. Die Güter um Svijany und die Brauerei wurden 1622 an Albrecht von Wallenstein verkauft, nachdem die vorherigen Besitzer die Familie Joachim Andreas von Schlick als Anführer des Ständeaufstandes hingerichtet wurden. Die Wallensteins verwalteten die Brauerei bis 1814. 1945 wurde die Brauerei verstaatlicht und Teil der Gruppe Nordböhmischer Brauereien. Nach der Reprivatisierung und Umwandlung in eine Aktiengesellschaft 1992 wurde die Brauerei 1997 Teil der Prager Brauereien (u. a. auch Staropramen). Mehrheitseigner der Gruppe Prager Brauereien war die englische Braugruppe Bass. Später fiel die Brauerei an die Liberec Investment Fund (LIF Trade). 2001 wurde erstmals die Grenze von 100.000 hl Ausstoß überschritten. Im Dezember 2015 kündigte Svijany an, eine zweite Brauerei im georgischen Tiflis errichten zu wollen. Die Brauerei wuchs kontinuierlich, so betrug der Ausstoß 2017 bereits 637.500 hl.

## Produkte

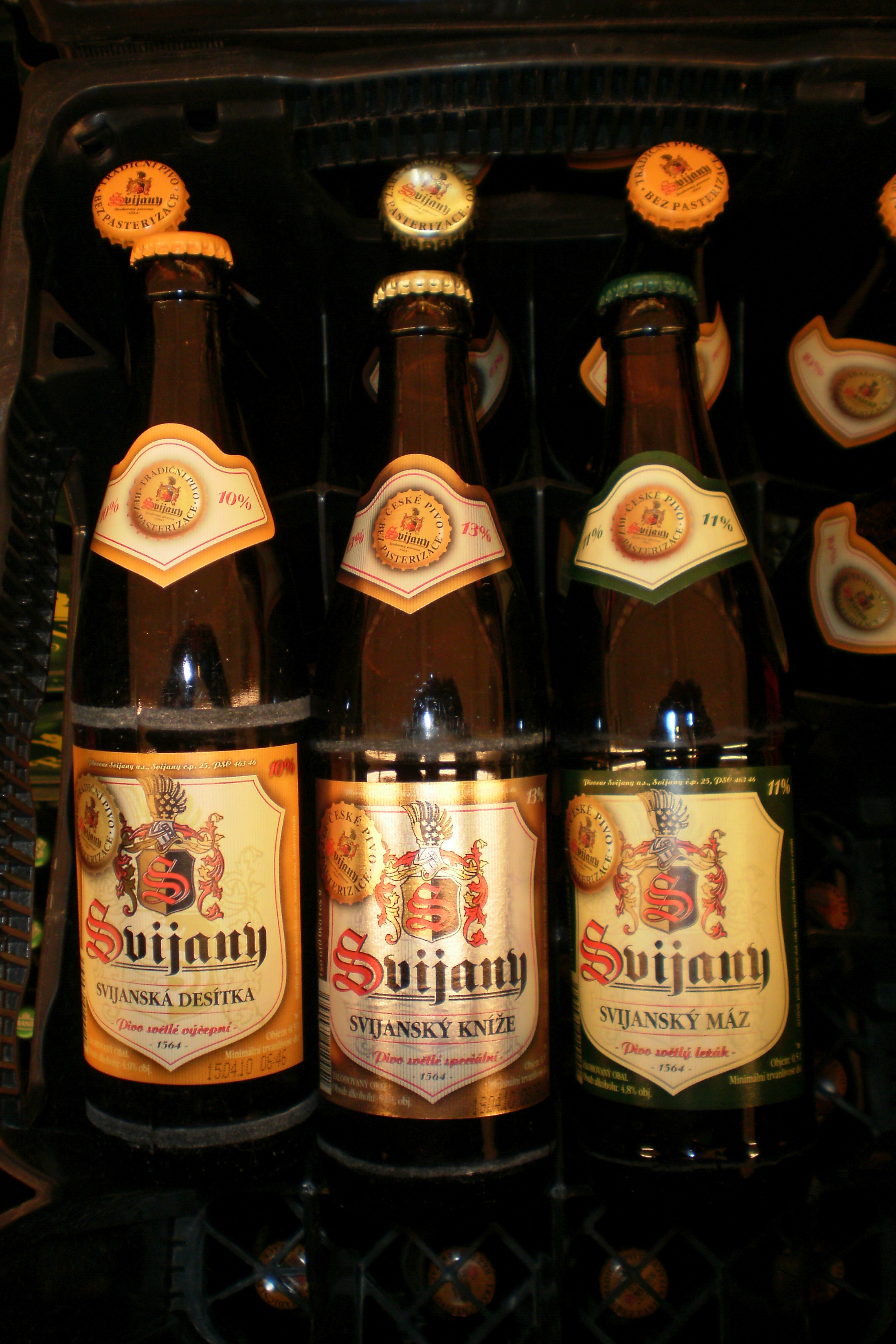
Svijany-Biere

- Svijany 450
- Svijanská Desítka 10 %
- Svijanský Máz 11 %
- Svijanský Fanda 11 %
- Svijanský Rytíř 12 %
- Svijany Kvasničák 13 %
- Svijanský Kníže 13 %
- Svijanská Kněžna 13 %
- Svijanský Baron 15 %
- Svijany Fitness
- Svijanský Vozka (alkoholfrei)
- Svijany Weizen 12 %